# Stříbřec
Stříbřec település Csehországban, a Jindřichův Hradec-i járásban. Stříbřec Chlum u Třeboně, Příbraz, Pístina, Třeboň és Novosedly nad Nežárkou településekkel határos. Lakosainak száma 435 fő (2024. január 1.).

## Népesség
A település lakosságának változását az alábbi diagram mutatja:
| Lakosok száma | 1437 | 1566 | 1449 | 962  | 635  | 423  | 439  | 449  | 433  | 435  |
|               | 1869 | 1890 | 1921 | 1950 | 1980 | 2001 | 2017 | 2019 | 2022 | 2024 |